# قائمة الأعلام التونسية
هذه هي قائمة الأعلام التونسية واللافتات والمعايير المستخدمة في تونس .

## العلم الوطني
| علَم | تاريخ         | يستخدم           | وصف                                                                                      |
| --- | ------------- | ---------------- | ---------------------------------------------------------------------------------------- |
|     | 1999–حتى الآن | علم تونس         | راية حمراء بها قرص شمس أبيض في وسطه يحتوي على نجمة حمراء خماسية الرؤوس محاطة بهلال أحمر. |
|     | 1999–حتى الآن | علم تونس (عمودي) |                                                                                          |

## أعلام الحكومة
| علَم | تاريخ         | يستخدم                                                | وصف |
| --- | ------------- | ----------------------------------------------------- | --- |
|     | 1999–حتى الآن | العلم الرئاسي التونسي                                 | راية حمراء مع قرص شمس أبيض في وسطه حدود ذهبية تحتوي على نجمة حمراء خماسية محاطة بهلال أحمر. ويوجد نص عربي ذهبي اللون في الزاوية العليا الأقرب إلى القرص.                                                               |
|     | 1987–2011     | العلم الرئاسي الثاني لتونس في عهد زين العابدين بن علي | خلفية أرجوانية، تتراكب عليها الأحرف الطغرائية البيضاء: جيم وتا. إن حرف الجيم في اللغة العربية هو الحرف الأول من كلمة جمهورية، وحرف التاء في اللغة العربية هو الحرف الأول من اسم تونس . في الترجمة الجمهورية التونسية . |

## أعلام المجموعات العرقية
| علَم | تاريخ   | يستخدم                          | وصف                                                                                          |
| --- | ------- | ------------------------------- | -------------------------------------------------------------------------------------------- |
|     | ؟ -حاضر | علم البربر في تونس[بحاجة لمصدر] | علم ثلاثي الألوان عمودي من الأخضر والأصفر والأحمر مع كتابة تيفيناغ باللون الأحمر في المنتصف. |

## أعلام البلدية
| علَم | تاريخ   | يستخدم         | وصف                                                           |
| --- | ------- | -------------- | ------------------------------------------------------------- |
|     | ؟ -حاضر | علم مدينة سوسة | لون أفقي ثنائي اللون الأزرق والأصفر مع شعار المدينة في الوسط. |

## الأعلام التاريخية

### الدولة الحفصية
| علَم | تاريخ     | يستخدم             | وصف                                                                        |
| --- | --------- | ------------------ | -------------------------------------------------------------------------- |
|     | 1229–1337 | علم الدولة الحفصية | علم أحمر مع هلال أبيض في الوسط.                                            |
|     | 1424–1550 | علم الدولة الحفصية | علم به هلال أبيض ونجمة خماسية الرؤوس في الوسط.                             |
|     | 1550–1574 | علم الدولة الحفصية | علم أبيض مع هلال أزرق في المنتصف وخط أزرق عمودي غير متمركز باتجاه الرافعة. |

### الحكم الإسباني
| علَم | تاريخ               | يستخدم               | وصف                                                                     |
| --- | ------------------- | -------------------- | ----------------------------------------------------------------------- |
|     | 1535–1570 1573–1574 | علم إسبانيا هابسبورغ | صليب أحمر يشبه فرعين متقاطعين، مقطوعين بشكل خشن (معقدين)، على حقل أبيض. |

### الحكم العثماني
| علَم | تاريخ               | يستخدم               | وصف |
| --- | ------------------- | -------------------- | --- |
|     | 1570–1573 1574–1793 | علم الدولة العثمانية | علم أحمر مع قرص أخضر في الوسط و 3 أَهِلَّةٍ ذهبية داخل القرص.                                                                      |
|     | 1793–1837           | علم الدولة العثمانية | خلفية حمراء مع هلال أبيض ونجمة ثُمَانِيَّةُ الرؤوس.                                                                                 |
|     | 1574–1705           | علم إيالة تونس       | علك أحمر به ثلاثة هلالات ذهبية غير متمركزة باتجاه الرافعة.                                                                    |
|     | 1705–1827           | علم إيالة تونس       | لافتة مكونة من 5 خطوط أفقية، 2 شريط أزرق، و2 شريط أحمر وشريط أخضر واحد. الحافة اليمنى للعلم مزخرفة جزئيا.                     |
|     | 1827–1881           | علم بايلك تونس       | خلفية حمراء تحتوي على قرص أبيض في وسطه نجمة حمراء خماسية محاطة بهلال أحمر.                                                    |
|     | 1827–1881           | علم باي تونس         | راية مكونة من 7 خطوط أفقية، 4 منها حمراء و2 ذهبية وواحدة خضراء، مع 31 نجمة سداسية الرؤوس، و24 قرصًا وسيف ذو نقطتين في المنتصف. |

### الحكم الفرنسي
| علَم | تاريخ     | يستخدم                                    | وصف |
| --- | --------- | ----------------------------------------- | --- |
|     | 1881–1885 | العلم غير الرسمي للحماية الفرنسية في تونس | علم أحمر مع قرص أبيض في وسطه يحتوي على نجمة حمراء خماسية محاطة بهلال أحمر مع العلم الفرنسي ثلاثي الألوان على اليسار. |
|     | 1885–1956 | علم الحماية الفرنسية لتونس                | علم أحمر يحتوي على قرص شمس أبيض في وسطه نجمة حمراء خماسية محاطة بهلال أحمر.                                          |

### مملكة تونس
| علَم | تاريخ     | يستخدم               | وصف                                                                         |
| --- | --------- | -------------------- | --------------------------------------------------------------------------- |
|     | 1956–1957 | علم المملكة التونسية | علم أحمر يحتوي على قرص شمس أبيض في وسطه نجمة حمراء خماسية محاطة بهلال أحمر. |